# Rafał Malicki
Rafał Malicki (ur. 21 stycznia 1977) − polski producent muzyczny, kompozytor, realizator dźwięku. Lider electro popowego duetu Mosqitoo. Współtwórca Boya Chile oraz labelu Hero-In Music. Pracował z takimi artystami jak MaRina, Monika Lewczuk, Dziun, Aki Bergen, Hey, David Jones, Patricia Kazadi, Oscar P. W dyskografii ma ponad 40 tytułów.

## Życiorys artystyczny
Zadebiutował w 1994 roku w Programie III Polskiego Radia w audycji Jerzego Kordowicza wraz z elektronicznym projektem Ocean. W tym samym roku ukazał się debiutancki materiał tria – From The Rolling Ocean nagrany w studiu Winicjusza Chrósta w Sulejówku.
W 2001 razem z Moniką Głębowicz założyli duet Mosqitoo. Do tej pory nagrali 3 płyty (‘Mosqitoo Music’ 2005, ‘Black Electro’ 2007, Synthlove’ 2010). Przez wiele lat związani i współpracujący z Kayah oraz jej wytwórnią Kayax. Zdobyli wiele nagród i wyróżnień: m.in. II miejsce w Debiutach Opolskich, III miejsce na Top Trendy 2005, a w 2006 Superjedynkę za najlepszą płytę alternatywną na XLIII KFPP w Opolu. Zagrali polską część trasy koncertowej z Roisin Murphy z Moloko.
Ich muzyka była wykorzystana w wielu reklamach oraz filmach m.in. Galerianki, Francuski Numer, Idealny Facet dla mojej dziewczyny. W 2010 Malicki wspólnie z Mmikimaus tworzą Boya Chile – housowy duet producencki nagrywający  dla kilku dużych międzynarodowych wytwórni m.in. Starlight, Armada Music, Kolour Recordings.
Ich numery docierają do Top 10 sprzedaży na Beatport. Nagrywają z takimi artystami jak David Jones (zdobywca Beatport Music Award 2012) czy Aki Bergen (guru Deep House'u). W 2011 ukazała się debiutancka płyta Mariny Łuczenko, którą wyprodukował Rafał Malicki. Album Hard Beat został nominowany do Viva Comet 2012 w czterech kategoriach, a promujący go singiel Electric Bass dotarł do pierwszego miejsca na listach przebojów RMF Maxxx, Eska, MTV Polska, Viva. W tym samym roku ukazała się kolejna płyta Dziun – A.M.B.A. Oba albumy znalazły się wśród podsumowań najciekawszych produkcji 2011 roku. W 2014 ukazały się dwa niszowe projekty Malickiego. Pierwszy to płyta BRCTS nagrana wspólnie z wokalistą Markiem Siemieraszko i gitarzystą Piotrkiem Rubikiem (LemON, Bulbwires), a drugi to solowa EP'ka – „Arrival / Departure". Prócz produkcji i kompozycji Rafał Malicki remiksuje też nagrania innych artystów (Oscar P, Grooveworks) oraz zajmuje się miksami płyt.

## Dyskografia
- 2016 – Monika Lewczuk – #1 LP – Universal Music Polska
- 2016 – Cukierki – Error – Remix – Cukierki
- 2016 – Monika Lewczuk – Ty I Ja – Extended – Universal Music Polska
- 2016 – Maria Niklińska – Lubisz Tak (Space Love Remix) – Universal Music Polska
- 2016 – Small Mechanics – The Gift Remixes Vol.2 – Kalejdoskop Records
- 2015 – Monika Lewczuk – Zabiorę Cię Stąd – Universal Music Polska
- 2015 – Lari Lu – 11 Remix & Rework EP – Innersong
- 2015 – Monika Lewczuk – Być Tam EP – Universal Music Polska
- 2015 – Martina M – Mantra – Fonobo Label
- 2015 – Monika Lewczuk – #TamTam – Universal Music Polska/Magic Records
- 2015 – King Kong Family – Diletanti Profesionale – MaMocRecords
- 2014 – Malicki – Arrival / Departure EP – Hero-In Music
- 2014 – Love Kings – Love Kings – SP Records
- 2014 – Beatport Decade – IndieDance / NuDisco – Starlight
- 2014 – BRCTS – bearcats – Hero-In Music
- 2014 – Starlight Clubeats Vol.8 – Various Artists – Starlight
- 2014 – Sylwia Przetak – Zanim Zapomnisz – Konkol Music
- 2014 – Łzy – Zbieg Okoliczności – Universal Music Polska
- 2013 – Boya Chile – In The Morning – Hero-In Music
- 2013 – TuwiMiasto – Czwórka – Polskie Radio
- 2013 – Kolourful Disco – Various Artists – Kolour Recordings
- 2013 – Jesień 2013 – Various Artists – My Music
- 2013 – Łzy – Kiedy Nie Ma W Nas Miłości – Konkol Music
- 2013 – Patty – Już Zmrok – EMI Music Poland
- 2013 – Groovework – Orange Love – Kolour Recordings
- 2013 – Oscar P – Jus Like Music – Kolour Recordings
- 2013 – Boya Chile – Love Groove – Kolour Recordings
- 2013 – Boya Chile & Heneef Raisani – Black White – UltraRaisani
- 2013 – Girls Wanna Dance – Various.. – MagicRecords
- 2013 – Kazadi – Trip LP – EMI Music Poland
- 2013 – Chillout 8 P.M. – Various Artists – My Music
- 2013 – MaRina -Saturday Night Remixes – Hero-In Music
- 2013 – Electro Khaki – Over The Pond – Hero-In Music
- 2013 – Mosqitoo – Close To You – Hero-In Music
- 2012 – Raisani 9 Golden Years – Raisani Records
- 2012 – Boya Chile – My World Is Out – Hero-In Music
- 2012 – Boya Chile – Make Me Feel – Hero-In Music
- 2012 – Mosqitoo – Satellite – Single – Hero-In Music
- 2012 – 50 Degrees Ibiza Heat 2012 – Raisani
- 2012 – OFF-C – Ba Ba By – EP
- 2012 – Alexandra – Popłyniemy daleko LP – EMI Music Poland
- 2012 – 15 Funky House Tunes, Vol. 2 – by David Jones – Armada Music
- 2011 – MaRina – HardBeat LP – Fonografika
- 2011 – Dziun – A.M.B.A LP – My Music
- 2011 – Boya Chile – Amazing Single – Starlight
- 2011 – Miami 2011 – Selected by David Jones – Starlight
- 2011 – Starlight After Party 2011 – Starlight
- 2011 – Boya Chile & Aki Bergen – Pure Fashion EP – Starlight
- 2011 – Starlight Clubeats vol.7 – Various Artists – Starlight
- 2010 – Mosqitoo – Synthlove LP – MaMocRecords
- 2010 – Hey – RE-MURPED! LP – Ql Music
- 2010 – Boya Chile – My Love Single – Starlight
- 2010 – Boya Chile – Deep Inside Single – Starlight
- 2010 – Boya Chile – Face To Face Single
- 2010 – Prosto Mixtape 600V – LP – Prosto
- 2010 – Chillout After Midnight – Various Artists – EMI Music Poland
- 2009 – Kayax Sounds vol.1 – Kayax
- 2009 – Olga Cieślak – To Ty – Single
- 2009 – Idealny Facet Dla Mojej Dziewczyny – Movie – ITI
- 2009 – Barbee – Popsztar – LP
- 2007 – Mosqitoo – Black Electro LP – Kayax
- 2007 – Music 4 Boys & Gays – Various Artists – Kayax
- 2006 – Superjedynki 2006
- 2006 – Mosqitoo – Bring Me Joy
- 2006 – Francuski Numer – Soundtrack
- 2006 – Mosqitoo – Jeżeli Jesteś – Kayax
- 2005 – Mosqitoo – Mosqitoo Music LP – Kayax
- 2005 – Mosqitoo – I Feel You – Kayax
- 1995 – Tangram – Sampler 1 – X-serwice / SoundPol
- 1995 – Ocean – From The Rolling Ocean LP – X-serwice / SoundPol